# W52 (核彈頭)
W52 (核彈頭)
W52是設計用於MGM-29短程彈道導彈的熱核彈頭，MGM-29在1962-1977年間於美國陸軍服役。W52的直徑為24英寸(61 cm)，長57英寸(140 cm)，重950磅(430 kg)。W52的爆炸當量為20萬噸。總共生產了300枚W52核彈頭。
研究員Chuck Hansen聲稱基於他的美國核計劃研究，W52熱核彈頭和W30彈頭(僅採用核裂變)使用同一個初級核彈設計或初級裂變階段設計，他稱它為Boa初級核彈設計。

## 可靠性爭議
W52總共生產了三種型號，分別是W52-1，W52-2，W52-3。W52彈頭的試驗在1963年進行，但試驗失敗了，顯示出W52-1，W52-2基本上毫無用處。W52-3隨後進行重新設計，以確保它運作正常。
W52-1，W52-2的設計失敗，以及W45和W47彈頭的早期問題，是美國核武器部隊在沒有持續核試驗走向未來的情況下，武器的可靠性仍然是經常被談論的議題。

## 外部連結
- Allbombs.html list of all US nuclear weapons at nuclearweaponarchive.org